# Обрадовски манастир
Вижте пояснителната страница за други значения на Мина.
Обрадовският манастир „Свети великомъченик Мина“ е български православен девически манастир.

## Местоположение
Намира се на 7,5 км североизточно от София. Нарича се „Обрадовски“ по името на бившето село Обрадовци, сега част от квартал Бенковски на София. Северно от манастира преминава Владайската река.

## История
Манастирът “Св.вмчк. Мина" се намира на 7.500 км. североизточно от столицата, в чертите на кв. Обрадовци. Разположен е на южния бряг на р. Владайска, сред китни ливади. 
От древно устно предание се знае, че св. Обител е основана в късно Римско време. Пo размери тя e представлявала същинска величествена лавра със своите 40 параклиси, множество манастирски сгради и и имоти. Известни са и някои от имената на параклисите напр. в чест на р. Христово, св. св. Апостол Петър и Павел, св.Николай, св. Георги и в.св. Козма и Дамян. При прокопаване коритото на реката са открити основи. По-късно реката дълго време е изравяла стари тухли, камъни, керемиди и др. На 500м. на запад са откривани също остатъци от тухли, мраморни плочи от баня и др. До оброчището “Св. Николай” навярно е имало Римска баня. Там е извирала топла минерална вода, защото и сега мястото е мочурливо и през зимата не замръзва. Вероятно до самата баня е имало църква, изградена в чест на св. Николай. Знае се също, че тук имало метох на св. Гора. Тези, които са заминавали за св. Гора от България и по-специално от района, тук са получавали визи за заминаване.
Докога е просъществувал този манастир и кога е разрушен, не се знае. Разните войни и чужди нашествия, които са кръстосвали нашата страна през вековете, са заличили от лицето на Земята този манастир. Селяните от Обрадовци са газили по тези свещени старини, косили са трева по ливадите, пасли са добитъка си, без да знаят, че тук някога е съществувал големият манастир“Св.Мина”.
През 1927 г. около Кръстовден, селяни от Обрадовци, като си пасли добитъка по ливадата, където сега е манастирският двор, забелязали, че има развалини от стари зидове Добитъкът изравял вар, тухли, керемиди и пр. Подтикнати, по Божие промишление, от една жена – Бона Велинова от село Грегорево, християните решили един ден да разкопаят и видят какви са тези развалини. Оказало се, че това са основи на стара църква. Открили олтарната абсида, а близо до олтара малко бунарче, иззидано с камъни. Това било аязмото със светената вода. Изравят още дискос, който сега се намира в църковния историко-археологически музей при св.Синод. Открили още горната част на една църковна кадилница. Всички се убедили, че това е бил манастира св. "Мина", за който има предание, че се намира в тая част на Софийското поле. Мълвата, че е открит нов манастир с аязмо се пръснала по цяла България. Понеже в София и около нея дотогава не е имало църква или манастир в чест на св. Мина, а християните много го тачат,  започнали да идват всеки ден хора в новооткрития манастир. Те се покланяли в благоволение на тази стара светиня, отправяли молитви към св. Мина за закрила и помощ и си вземали лековита светена вола от аязмото. На 24 ноември, същата година, на празника на св. Мина се събрали хиляди хора на поклонение, които дали своята лепта за възстановяване на манастира. С тези пари веднага направили дървен параклис, като наредили в него икони и кандила. Същият служел за храм до 1942 г. Тогава е направено най-старото здание на манастира до 100 еквам. което служело за нощуване на поклонници до 1969г. Сега то не съществува. През 1942 година, църковното настоятелство при храма “Св. Николай" в Обрадовци, под чието управление и манастирът “св.Мина”, с председател Йордан Митрев и по инициатива на монахиня Анисия Иванова, служителка при храма “Св. Петка" в Орландовци, се заемат сериозно с изграждането на нов манастирски храм. Веднага се намерили добри християни, които подарили безплатно всички материали, нужни за постройката. Наети били работници, които изкопали основите на храма. На 19 август 1942 г. на празника Преображение Господне, с благословението на софийския митрополит Стефан, енорийският свещеник Йордан Митрев положил основния камък на новия храм “Св. Мина". Монахиня Анисия е имала тази способност да затрогва сърцето на всеки срещнат християнин или християнка и да ги накара непринудено да отделят от средствата си за подпомагане изграждането на новия храм.
B период от три години от 1942 до 1945 г. храмът бил изграден, измазан отвътре и обзаведен – приготвен за освещаване. Главен мaйстор-зидар на храма е бил Томa Иванов от гр.Варна. Иконите на олтара са рисувани от проф. Георги Богданов – иконописец. Иконостасът е резбован, изработен от резбарите Мирчо Радулов, който бил глухоням и Коста Диноев – живял на ул. "Св. Климент" и починал през 1970 г.
Нa 21 октомври 1945 г. с благословението на негово блаженство екзарх Стефан I станало освещаването на новия манастирски храм, изграден в чест на св. Mина и на Климент Охридски, от новия викарен епископ на Софийска митрополия – левкийски епископ Партений, който за пръв път направил освещение на храма след хиротонията си.
През 1948г. са подстригани в монашество от епископ Партений и монахиня Нона и монахиня Марга. Монахиня Нона била удивителен монашески образ. Тя починала на 24.11.1950 г., на самия празник на св. Мина и хиляди поклонници са се простили с нея. Монахиня Марта е била в манастира до 1952 г., после напуснала по болест и починала през 1958 г. при свои близки в Горна Баня. През 1953 г. в манастира постъпва монахиня Доминика, която напуска на 1.04.1955 г.
След нея постъпват като послушници в манастира Мария хаджи Николова и и Сенка Атанасова Семчева – майка и дъщеря.
През есента на 1956 г. са били положени основите на новия параклис "Св. св. и чудотворци Козма и Дамян”. В олтара на параклиса е вградено аязмото, за да не се замърсява. Основният камък е осветен от протосингела на Софийската митрополия – архимандрит Горазд. През 1957г. новият параклис е бил изграден, измазан вътрешно и обзаведен, приготвен за освещаване c aнтимис. На 20.10.1957 с благоволението на негово светейшество патриарх Кирил е станало тържественото освещаване на параклиса от знеполския епископ Йосиф – викарий на софийската митрополия, който също така за пръв път е осветил храма след хиротонията си. Проигуменията на манастира Анисия Иванова остана игуменка до 1956г. Почива през 1960г.
Ha 2.11.1958 r. послушничките Мария хаджи Николова и Сенкa А. Ceмчева – майка и дъщеря, са приели монашество от левкийския епископ Партений под имената Матрoна монахиня и Ксения монахиня. От 15.04.1959 по доклад на н.д. игумен протойерей Йордан Митрев, негово светейшество патриарх Кирил назначил монахиня Ксения игумения на манастира "Св. Мина", която длъжност изпълнява до 1.04.1977г.
През 1970 г. се навършили 25 г. от освещаването на манастирския храм. Още през 1969 г. манастирското управление решило да ознаменува този 25-годишен юбилей с построяването на двуетажно здание от 100 кв.м със салон, кухня и стаи за гости и друга сграда от 50 кв.м. При отпразнуването на юбилея двете сгради били готови и осветени от левкийския епископ Партений. От 1.06.1977r в манастира идват монахините Емилия и Злата. Емилия монахиня изпълнява длъжността игумения до 1991, когато и почива. Гробът ѝ е в двора на манастира. На длъжността игумения я наследява монахиня Злата, която почива през 2003г. Oт 1945г. до сега в манастира са служили следните монахини: Анисия, Нона, Марта Доменика, Фотина, Серафима, Агнеса, Матрона, Ксения, Емилия и Злата. Като ефимерии на манастира са служили свещ. Георги Нолев, за кратко свещ. Анатолий Балачев. Най-дълго като ефимерий на манастира служил свещ. Йордан Митрев от 1941г. до смъртта си през 2003г.
От 1996 година със заповед на негово светейшество Патриарх Максим за ефимерий на манастира е назначен свещ. Любен Коларски, който дотогава е бил дългогодишен помощник на отец Йордан. С благословението на Светейшия патриарх, под ръководството на отец Любен в манастира се разгръща широко ново строителство. Построени са две битови сгради и два храма, посветени на свети Йоан Рилски и свети Николай. Благоустроен е манастирският двор. Изваден е натурален акт за манастирския парцел. Основно е ремонтирана и по-старата сграда. Новото строителство е над 2000 кв. м. разгърната застроена площ. Като помощници на отец Любен в манастира в момента служат и свещениците Атанас и и Борис.
В светата обител се намира чудотворната икона на св.вмчк. Мина. Пред тази света икона хиляди християни отправят своите молитви към светеца. Мнозина по молитвите на свети Мина получават от Бога благодат, изпълняват се техните прозби за здраве и изцеление. Множество бездетни семейства се сдобиват с рожба по молитвите на светеца. С радост множество поклонници се връщат да благодарят на Бога и на свети Мина за получената благодат.

## Храмов празник
Храмовият празник е на 11 ноември, когато се почита паметта на свети великомъченик Мина.